# Estadio metropolitano Pierre-Quinon
El estadio metropolitano Pierre-Quinon es un estadio cubierto ubicado en el distrito norte de Nantes, parte de la ciudad de Nantes, en la zona este de Francia.

## Ubicación
El estadio está situado en los distritos del norte de Nantes, cerca del hipódromo del Petit Port y del estadio de rugby homónimo, en la esquina del Boulevard Guy-Mollet y la Rue du Fresche-Blanc.

## Historia
A principios de los años 2000, quedó plasmada la necesidad de los atletas de Nantes de alto rendimiento pudieran entrenar sin tener que estar pendientes de la climatología. En aquel momento, se veían obligados a desplazarse a Burdeos, Caen o Clermont-Ferrand si querían entrenar con equipamiento necesario para sus disciplinas en recintos cubiertos. Se decidió entonces dotar a la zona de Nantes de un estadio cubierto dedicado principalmente a la práctica del atletismo, pero también de bádminton, baloncesto, balonmano, voleibol y otros deportes. También es utilizado ocasionalmente para candidatos que se presentan a pruebas y exámenes universitarios. A día de hoy es la única instalación de este tipo, tanto en el área metropolitana de Nantes como en el «Gran Oeste».[cita requerida]
El lugar elegido es un terreno de 10 000 m2 , situado en los distritos del norte, en el corazón del centro universitario, a dos pasos del SUAPS (Servicio Universitario de Actividades Físicas y Deportivas) de la Universidad de Nantes. El arquitecto designado para realizar este proyecto fue Jean Guervilly . El 8 de diciembre de 2011, se colocó la primera piedra en presencia de Jean-Marc Ayrault, entonces alcalde de Nantes. El edificio se estrnó en el verano de 2013, después de 18 meses de obras que costaron 21,15 millones de euros (financiados por Nantes Métropole con 9 millones, la Región Países del Loira con 3,5 millones, el Consejo General con 3,5 millones, la Universidad de Nantes con 2,7 millones y el Estado con 2,45 millones).
El 24 de junio de 2013, el consejo comunitario de Nantes Métropole nombró el estadio en honor a Pierre Quinon, campeón olímpico de salto con pértiga en los Juegos de Los Ángeles, fallecido repentinamente en 2011 a la edad de 49 años.
Como resultado de la transformación de la comunidad urbana en metrópoli, ésta se convierte en un importante equipamiento metropolitano el 1 de enero de 2015.

## Características
El edificio de energía positiva, cuyo tejado está cubierto con 4000 m2  de células fotovoltaicas, incluye una gran pista de 200 m  creada en una gran sala de 4539 m2  (llamada «sala Fernand Lancereau», en honor al expresidente del comité de atletismo del Loira-Atlántico de 1986 a 1998 y creador de las «Foulées du tram»), junto al cual se sitúan las gradas (532 asientos).
Detrás de ellos, una sala suplementaria de 2175 m2  (sala «Alice Milliat», deportista, nadadora, jugadora de hockey y remera de Nantes, comprometida con el reconocimiento del deporte femenino), que permite la práctica de deportes polivalentes (atletismo, bádminton, baloncesto, balonmano).

## Acceso
Se puede acceder al sitio en transporte público en el área metropolitana de Nantes:
- Línea de autobús 75, parada Guy Mollet.